# Les Chefs-d'œuvre de Walt Disney

Les Chefs-d'œuvre de Walt Disney (Academy Award Review of Walt Disney Cartoons) est un film d'animation Disney sorti aux États-Unis le 19 mai 1937 et pendant une durée limitée, dans le but de promouvoir Blanche-Neige et les Sept Nains dont la sortie était imminente.
Il s'agissait d'une compilation de cinq courts métrages de la série Silly Symphonies, primés aux Oscars. Les enchaînements furent assurés par des intertitres et la présence d'un narrateur.
D'une durée totale d'environ 41 minutes, le film ne satisfait pas aux critères retenus en France pour un long métrage, mais il répond à ceux du British Film Institute et de l'American Film Institute (plus de 40 minutes), lesquels ont été retenus dans l'encyclopédie pour établir la liste des longs métrages d'animation. Toutefois ce classement ne fait pas l'unanimité des auteurs.
Une seconde version sortie en 1966 comprend quatre films supplémentaires sans narration. Les deux versions ont été éditées en VHS au Royaume-Uni le 21 juin 1993.

## Composition
Le film inclut les courts métrages suivants :
- 1932 : Des arbres et des fleurs (Flowers and Trees)
- 1933 : Les Trois Petits Cochons (Three Little Pigs)
- 1934 : Le Lièvre et la tortue (The Tortoise and the Hare)
- 1935 : Trois Petits Orphelins (Three Orphan Kittens)
- 1936 : Cousin de campagne (The Country Cousin)

La version de 1966 ajoute les courts métrages suivants :
- 1937 : Le Vieux Moulin (The Old Mill)
- 1938 : Ferdinand le taureau (Ferdinand the Bull)
- 1939 : Le Vilain Petit Canard (The Ugly Duckling)
- 1941 : Le Dragon récalcitrant (The Reluctant Dragon)

## Sortie au cinéma
Source :
- États-Unis : 19 mai 1937
- France : 27 juin 1967
- Affiche : Jouineau Bourduge (France)